# 재승샷
재승샷(본명: 진재승, 1995년 2월 12일 ~ )은 대한민국의 전직 리그 오브 레전드 프로게이머이다. 현재 트위치 스트리머로 활동 중이다. 현역 시절 포지션은 탑 라이너이며 아이디는 Part를 사용했다.

## 선수 시절
2015년 7월 유럽 리그의 팀 로캣에 입단 하면서 프로 커리어를 시작했다. 하지만 비자 문제로 출전하지는 못했다.
2016년 1월, 북미의 드림 팀에 입단했다. 하지만 경기에 출전하지는 못했다.
2016년 6월 3일, 스베누 코리아에 입단했다. 하지만 로스터에 등록만 된 상태로 끝났으며 6월 13일에 상호합의하에 계약을 종료했다.
2016년 6월 13일, ESC 에버에 입단했다. ESC 에버에서는 서브 선수로 활동했다. 2016 롤드컵 선발전에 출전하기도 했다.
2017 스프링 시즌에서는 마지막 경기에서 출전을 기록했다.
2017년 11월 20일, 팀에서 퇴단했다.

## 은퇴 후
은퇴 후 개인방송을 시작했다.